# Нівіскі
Нівіскі (пол. Niwiski) — село в Польщі, у гміні Мокободи Седлецького повіту Мазовецького воєводства.
Населення — 576 осіб (2011).
У 1975-1998 роках село належало до Седлецького воєводства.

## Демографія
Демографічна структура станом на 31 березня 2011 року:
|          | Загалом | Допрацездатний вік | Працездатний вік | Постпрацездатний вік |
| -------- | ------- | ------------------ | ---------------- | -------------------- |
| Чоловіки | 306     | 76                 | 187              | 43                   |
| Жінки    | 270     | 54                 | 140              | 76                   |
| Разом    | 576     | 130                | 327              | 119                  |